# Деккер, Инге
И́нге Де́ккер (нидерл. Inge Dekker; род. 18 августа 1985 года в Ассене, Нидерланды) — нидерландская пловчиха, олимпийская чемпионка 2008 года в эстафете 4×100 метров вольным стилем. Трёхкратная чемпионка мира на длинной воде, семикратная чемпионка мира в плавании на короткой воде, двукратная чемпионка Европы на длинной воде и 17-кратная чемпионка Европы на короткой воде. Специализируется в плавании вольным стилем и баттерфляем на короткие дистанции.

## Биография
На летних Олимпийских играх 2008 года в Пекине Деккер стала олимпийской чемпионкой в эстафете на дистанции 4×100 м вольным стилем вместе с Раноми Кромовидьойо, Фемке Хемскерк и Марлен Велдхёйс. Квартет установил олимпийский рекорд и отстал всего на 0,14 секунд от своего мирового рекорда. На этой же дистанции Деккер завоёвывала бронзовую медаль на летних Олимпийских играх 2004 года в Афинах и серебряную медаль на летних Олимпийских играх 2012 года в Лондоне.

### Личные рекорды
| Короткая вода        | Короткая вода | Короткая вода   | Короткая вода                 |
| Дистанция            | Время         | Дата            | Место проведения соревнования |
| -------------------- | ------------- | --------------- | ----------------------------- |
| 50 м вольным стилем  | 24,46         | 14 декабря 2007 | Дебрецен                      |
| 100 м вольным стилем | 53,67         | 21 декабря 2007 | Амстердам                     |
| 200 м вольным стилем | 1.54,89       | 22 декабря 2007 | Амстердам                     |
| 50 м баттерфляем     | 25,60         | 11 апреля 2008  | Манчестер                     |
| 100 м баттерфляем    | 56,82         | 16 декабря 2007 | Дебрецен                      |
| 200 м баттерфляем    | NR 2.09,98    | 7 декабря 2007  | Хельсинки                     |

| Длинная вода         | Длинная вода | Длинная вода   | Длинная вода                  |
| Дистанция            | Время        | Дата           | Место проведения соревнования |
| -------------------- | ------------ | -------------- | ----------------------------- |
| 50 м вольным стилем  | 24,78        | 9 февраля 2008 | Эйндховен                     |
| 100 м вольным стилем | 53,77        | 18 марта 2008  | Эйндховен                     |
| 200 м вольным стилем | 1.57,47      | 16 апреля 2009 | Амстердам                     |
| 50 м баттерфляем     | 25,89        | 18 марта 2008  | Эйндховен                     |
| 100 м баттерфляем    | 57,82        | 25 марта 2007  | Мельбурн                      |

## Болезнь
В феврале 2016 года у пловчихи был диагностирован рак матки. Несмотря на это, Инге выразила желание выступить на Олимпийских играх в Рио-де-Жанейро.

## Личная жизнь
Её младшая сестра Лия (род. 1987) также является членом сборной Нидерландов по плаванию, специализируясь в брассе.